# Balilla Football Club
Il Balilla Football Club, noto semplicemente come Balilla, è stata una società calcistica italiana con sede a Genova.

## Storia
Il Balilla Football Club è stata una squadra genovese esistita nei primi anni venti. Vanta una partecipazione al campionato di Seconda Divisione della Confederazione Calcistica Italiana; il club ha avuto vita breve tanto che si è subito sciolto nel 1922; deve il proprio nome al patriota Giovan Battista Perasso, soprannominato proprio Balilla.